# Hoplitis askhabadensis
Hoplitis askhabadensis là một loài Hymenoptera trong họ Megachilidae. Loài này được Radoszkowski mô tả khoa học năm 1886.